# Ernesto Schoo

Ernesto Schoo (Buenos Aires, 12 de octubre de 1925 - Ib., 15 de julio de 2013) fue un escritor, periodista, crítico, cronista, traductor y guionista argentino. Se definía a sí mismo como «un escritor que hace periodismo».

## Trayectoria
Se inició en 1950 en La Gaceta de Tucumán, Vea y lea y la revista Sur. Ganó la Beca Guggenheim.
Ejerció el periodismo en diarios y revistas como jefe de redacción en Primera Plana, Vea y Lea, La Opinión, Convicción, Tiempo Argentino, La Razón, El Cronista, etc. Como jefe de la sección de arte en Primera Plana realizó una entrevista a Gabriel García Márquez, la primera que se publicó en un medio argentino. 
Desde 1957 a 1961 fue colaborador y crítico teatral del diario La Nación de Buenos Aires junto con Tomás Eloy Martínez, regresó al diario en 1990. Su última columna fue en junio de 2013, un mes antes de su muerte.
Fue guionista de la película De la misteriosa Buenos Aires basada en 3 cuentos del libro de Manuel Mujica Lainez, dirigida por Alberto Fischerman, Ricardo Wullicher y Oscar Barney Finn en 1981 y coguionó con Barney Finn el filme Cuatro caras para Victoria en 1992. También de Manuel Mujica Lainez adaptó para televisión los relatos El dominó amarillo y El coleccionista. 
Tradujo obras de Henry James, Franz Kafka, Héctor Bianciotti, entre otros muchos autores.
Como escritor publicó una colección de cuentos, Coche negro, caballos blancos en 1989 que ganó el primer premio en el género cuentos de la Municipalidad de la Ciudad de Buenos Aires, y varias novelas:  Función de Gala (1976), El baile de los guerreros (1979), El placer desbocado (1988, Premio del Club de los XIII a la mejor novela del año), Ciudad sin noche (1991) y  Pasiones recobradas (1997), ensayos.  Publicó también Cuadernos de la sombra, sus memorias de infancia en 2001, y Mi Buenos Aires querido (2011). Su última novela, El tango del paraíso, ganadora de la XXI edición del premio de novela breve Juan March Cencillo, se editó póstumamente en 2014.
Su novela El baile de los guerreros fue editada en Francia (ALEÏ, Dijon, 1987) como Le Bal des Guerriers, traducida por Catherine Boivin.
Entre 1996 y 1998 fue director general del Teatro General San Martín de Buenos Aires y vocal del Fondo Nacional de las Artes.
Fue académico de la Academia Nacional de Periodismo de Argentina y miembro de la Asociación de Cronistas Cinematográficos de la Argentina.

## Premios y distinciones
- Premio Cóndor de Plata a la trayectoria[6]
- Premio Konex de Platino en la categoría Memorias y Testimonios (2004)[7]
- Premio Konex - Diploma al Mérito 1987, 1994 y 1997
- Caballero de la Orden y de las Artes y las Letras, condecoración entregada por el gobierno francés[8]
- Oficial de la Orden al Mérito de la República de Italia[8]

## Obras
- Función de gala, (Sudamericana, 1976)
- El baile de los guerreros, (Ediciones Corregidor, 1978)
- El placer desbocado, (Emecé editores, 1988)
- Coche negro, caballos blancos, (Ediciones de la Flor, 1988)
- Ciudad sin noche, (Planeta, 1989)
- Pasiones recobradas, (Sudamericana, 1997)
- Cuadernos de la sombra, (Sudamericana, 2001)
- Mi Buenos Aires querido,  (Editorial Pre-Textos, 2011)

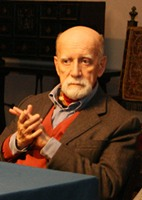

- El tango del paraíso, (Pre-Textos, 2014)